# 尼登贝格
尼登贝格是德国巴伐利亚州的一个市镇。总面积15.60平方公里，总人口4944人，其中男性2482人，女性2462人（2011年12月31日），人口密度317人/平方公里。